# André Leroy
André Leroy ( 30 de agosto de 1801 – 23 de julio de 1875) fue un viverista francés.

## Biografía
Procedente de una gran familia de jardineros, se hizo cargo de la gestión de la granja familiar, fundada en 1780, en 1822
Cuando murió, su empresa empleaba a 300 trabajadores en 200 hectáreas de plantación. Convierte los establecimientos de André Leroy en el vivero más importante de Europa. El vivero de Leroy será comprado en dos ocasiones, (1910 y 1930) por el horticultor y político René Levavasseur.
Se convirtió en concejal de la ciudad de Angers desde 1840 a 1845 y desde 1848 a 1870.
El 1 de julio de 1851, André Leroy casó a su hija Marie Léonide Leroy, con el pintor angevino Eugène Appert.
En 1859, André Leroy estaba a cargo de desarrollar un jardín en el centro comercial Angers. El 15 de mayo de 1859, el nuevo jardín se abre al público. El jardín del centro comercial se convirtió rápidamente en uno de los lugares más concurridos de la ciudad angevina
André Leroy está enterrado en "Cementerio del Este", en Angers.

## Algunas publicaciones

### Obras
A partir de 1855, cada año se publica un "Catálogo general descriptivo y razonado" en cinco idiomas. El gran horticultor, en la cima de la vida social, económica y política de la ciudad, recibió la Legión de Honor en 1855.
En 1866, André Leroy comienza una gran enciclopedia de árboles frutícolas en seis volúmenes, el Dictionnaire de pomologie, que será completado después de su muerte en 1879 por Bonneserre de Saint-Denis. Los seis volúmenes, más de 3,000 páginas, están siendo reeditados hoy por "Naturalia Publications". Los volúmenes 1 y 2 están dedicados a peras (915 variedades), 3 y 4, a manzanas (571 variedades), 5 a albaricoques y cerezas y volumen 6, con melocotones.
- tomo 1 (peras A a C (389 variedades)) : texto integral : gallica archive.org bhl ; versión corta : versión corta ; versión larga
- tomo 2 (peras D a Z (526 variedades)) : texto integral : gallica archive.org bhl ; versión corta : versión corta ; versión larga
- tomo 3 (manzanas A a L (258 variedades)) : texto integral : gallica archive.org bhl ; versión corta : versión corta ; versión larga
- tomo 4 (manzanas M a Z (269 variedades)) : texto integral : gallica archive.org bhl ; versión corta : versión corta ; versión larga
- tomo 5 (albaricoques y cerezas (43 + 127 variedades)) : texto integral : gallica archive.org bhl ; versión corta : versión corta ; versión larga
- tomo 6 (melocotones (143 variedades)) : texto integral : gallica archive.org bhl ; versión corta : versión corta ; versión larga

## Un vivero universalista e innovador
Modelo de los viveristas introductores de nuevas variedades de la época, su vivero es universalista, árboles frutales, rosas, plantas exóticas, plantas ornamentales, raras y muchas veces desconocidas.
En 1855 su vivero constaba de 100 ha incluyendo 60 árboles frutales, 20 plantas ornamentales y 15 plantones, expuso en la exposición de la "Société Centrale d'Horticulture", en los Champs Elysées, 327 variedades de pera, 34 de manzana y todo tipo de uvas. Ofrece la primera de las secuoyas gigantes de Bois de Boulogne (1860)
 Presentó en la Exposición Colonial de 1867 una colección de árbol del té s (var. Assamica, Sarsanqua, Alba, Bahea, y los chinos Thea viridis.

## Contribuciones a la horticultura

### Albaricoqueros
Introduce el método de poda de árboles frutales en verde, después de la cosecha, de los brotes del semestre o 2/3 del año. Promueve "Agostaje" y limita alternancia bienal.

### Viña
Él recomienda quitar la corteza del talón o alrededor de un ojo en la base de los esquejes de la rama para acelerar un nacimiento muy vigoroso de la raíz ramificada. Este método permite obtener un vástago de 60 cm a 1 m en el primer año al mejorar las condiciones de recuperación. En 1855 introdujo la uva blanca temprana de Kientsheim (originaria de Crimea).
- La abreviatura «A.Leroy» se emplea para indicar a André Leroy como autoridad en la descripción y clasificación científica de los vegetales.[7]